# Buch am Wald
Buch am Wald este o comună aflată în districtul Ansbach, landul Bavaria, Germania.